# Лисий Анатолій Михайлович
Анатолій Михайлович Лисий  (нар. 5 грудня 1925, с. Підлипне, нині Конотопська міська рада, Сумська область — пом. 5 червня 2013, Міннеаполіс, Міннесота, США) — український лікар та громадський діяч української діаспори США.
Співзасновник і голова Фундації ім. І. Багряного, від 1989 – Комітету допомоги Україні в США, від 1993 – член Головної ради товариства «Україна» (Київ).

## Життєпис
Народився в сім'ї сільських учителів. Батько був звинувачений у «петлюрівщині» й 1935 репресований. Сім'я в роки окупації УРСР вермахтом переїхала до Львова.
Закінчив Малу духовну семінарію у Львові (1943), а після примусового вивезення до Німеччини - Мюнхенський університет (1950).  Тема дисертації — «Невралгія трипалого нерва».
Під час навчання керував студентським гуртком «Золотоверхий Київ», в якому українська молодь об'єдналася навколо ідей І.Багряного.
- В 1950 емігрував до США. Був у керівних органах Об'єднання демократичної української молоді та Української революційно-демократичної партії США.
- 1957–60 практикувався з акушерства та гінекології у Головному шпиталі Міннеаполіса[1]. Отримав право на хірургічні операції. Два роки служив офіцером медичної служби армії США
- Від 1960 провадив приватну практику
- 1970–80 — клінічний асистент-професор Міннесотського ун-ту (Міннеаполіс)[1]
- Від 1975 — професор медичного факультету Міннесотського університету
- 1978 очолив вид-во «Українські вісті»
- Від 1985 — президент корпорації «Оукдейл гінекологія й акушерство»[1]
- Від 1995 — на пенсії.

Був членом Американської медичної асоціації, Міннесотського медичного об'єднання, Українсько-американської медичної асоціації Північної Америки, Коледжу гінекології та акушерства Америки, Ротарі-клубу Міннесоти, Братства св. Андрія Первозваного, Товариства ветеранів Американської армії та ін.

## Допомога Україні
Головував у Комітеті допомоги Україні в шт. Міннесота і входив до Ради директорів українського Координаційного комітету допомоги Україні. Сприяв лікуванню хворих дітей, які постраждали від Чорнобильської катастрофи 1986, допомагав потерпілим від повені в Закарпатській Україні, середнім школам, ВНЗ, періодичним виданням України. Автор численних публікацій, член редколегії журналу «Молода Україна».
Від 1990 не раз бував в Україні. Очолювана ним (1982—2000) Фундація ім. І. Багряного сприяла поширенню творчості українських письменників і політичних діячів «розстріляного відродження» в Україні, видала твори І. Багряного «Тигролови», «Сад Гетсиманський», «Публіцистика», «Золотий бумеранг», Г. Костюка «Сталінізм на Україні», «Спогади» генерал-майора П. Григоренка, О. Шугая «Під знаком Скорпіона», «Іван Багряний», Г. Китастого «Вставай, народе», В. Усаня «Вірю» та ін.
Як член Ради митрополії Української православної церкви в США є представником цієї церкви в Україні.